# Équipe d'Allemagne de Coupe Davis
L'équipe d'Allemagne de Coupe Davis représente l'Allemagne à la Coupe Davis. Elle est placée sous l'égide de la Fédération allemande de tennis.

## Historique
Créée en 1913, l'équipe d'Allemagne de Coupe Davis compte trois titres obtenus en 1988, 1989, 1993 et fut deux fois finaliste de l'épreuve en 1970 et 1985. Elle était connue jusqu'en 1990 sous le nom d'équipe d'Allemagne de l'Ouest de Coupe Davis. Il n'y a cependant jamais eu d'équipe d'Allemagne de l'Est de Coupe Davis.

## Palmarès

### Victoires
Liste des 3 victoires de l'équipe d'Allemagne de Coupe Davis. Tous les joueurs de la campagne.
| # | Années | Lieu                           | Surface          | Adversaire | Score | Vainqueurs                                                        |
| - | ------ | ------------------------------ | ---------------- | ---------- | ----- | ----------------------------------------------------------------- |
| 1 | 1988   | Göteborg Suède                 | Terre battue (i) | Suède      | 4-1   | Boris Becker, Eric Jelen, Patrik Kühnen, Carl-Uwe Steeb           |
| 2 | 1989   | Stuttgart Allemagne de l'Ouest | Moquette (i)     | Suède      | 3-2   | Boris Becker, Eric Jelen, Patrik Kühnen, Carl-Uwe Steeb           |
| 3 | 1993   | Düsseldorf Allemagne           | Terre battue (i) | Australie  | 4-1   | Marc-Kevin Goellner, Patrik Kühnen, Carl-Uwe Steeb, Michael Stich |

### Finales
Liste des 2 finales de l'équipe d'Allemagne de Coupe Davis. Tous les joueurs de la campagne.
| # | Années | Lieu                        | Surface      | Adversaire | Score | Finalistes                                                        |
| - | ------ | --------------------------- | ------------ | ---------- | ----- | ----------------------------------------------------------------- |
| 1 | 1970   | Cleveland États-Unis        | Dur          | États-Unis | 5-0   | Ingo Buding, Wilhelm Bungert, Jürgen Fassbender, Christian Kuhnke |
| 2 | 1985   | Munich Allemagne de l'Ouest | Moquette (i) | Suède      | 3-2   | Boris Becker, Andreas Maurer, Hans Schwaier, Michael Westphal     |

## Joueurs de l'équipe
- Michael Kohlmann
- Christopher Kas
- Philipp Kohlschreiber
- Mischa Zverev
- Alexander Zverev
- Andreas Beck
- Jan-Lennard Struff
- Michael Berrer
- Philipp Petzschner
- Florian Mayer
- Tommy Haas
- Benjamin Becker
- Simon Greul
- Cedrik-Marcel Stebe
- Tobias Kamke
- Dustin Brown
- Daniel Brands
- Peter Gojowczyk
- Andre Begemann